# Clicked Singles Best 13
Clicked Singles Best 13 è il primo greatest hits del gruppo giapponese dei L'Arc~en~Ciel. È stato pubblicato il 14 marzo 2001 dalla Ki/oon Records ed ha raggiunto la prima posizione della classifica Oricon, rimanendo in classifica per quattordici settimane e vendendo 1 241 500 copie.

## Tracce
1. Blurry Eyes
2. flower
3. Lies and Truth
4. Niji (虹)
5. winter fall
6. DIVE TO BLUE
7. HONEY
8. HEAVEN'S DRIVE
9. Pieces
10. Driver's High
11. NEO UNIVERSE
12. STAY AWAY
13. Anemone